# Monopson
Ein Monopson (aus dem Altgriechischen μόνος, monos, ‚einzeln‘ und ὀψωνία, opsōnia, ‚Einkauf‘) beschreibt in der Wirtschaftswissenschaft  eine Marktform, bei der nur ein Nachfrager (z. B. ein Arbeitgeber) vielen Anbietern (z. B. Arbeitnehmern) gegenübersteht. Der Begriff wurde zum ersten Mal 1933 von der Ökonomin Joan Robinson verwendet. Der ebenfalls häufig als Synonym verwendete Begriff Nachfragemonopol ist als Wortschöpfung irreführend, da das altgriechische Wort Monopol wörtlich übersetzt Alleinverkauf bedeutet.
Nach einer engen Definition stehen dabei viele Anbieter nur einem einzigen Nachfrager, dem Monopsonisten, gegenüber. Nach einer weiter gefassten Definition kann auch von einem Monopson gesprochen werden, wenn die Nachfrager einen mehr als marktüblichen Einfluss auf die Preishöhe ausüben können. Sie treten dann nicht länger als Preisnehmer auf dem Markt auf. Während Monopsone nach der engen Definition als kaum real vorkommend eingeschätzt werden, sind sie nach der weiten Definition sehr viel wahrscheinlicher.
Das Monopson ist somit das Gegenteil zum Monopol, bei dem ein Anbieter vielen Nachfragern gegenübersteht.

## Beispiele
In der Realität kommt ein Monopson nur sehr eingeschränkt vor. Meist handelt es sich um Oligopson mit wenigen Anbietern, aber mehreren Nachfragern. Bei wenigen Anbietern und einem Nachfrager spricht man auch von einem beschränkten Monopson. Ein theoretisches Beispiel ist der regulierte Rüstungsmarkt in einer (tatsächlich nicht existierenden) geschlossenen Volkswirtschaft.
Die Marktform des Oligopsons findet sich häufig bei Ausschreibungsverfahren im Schienenpersonennahverkehr; dort treten ein Aufgabenträger als Nachfrager und die Eisenbahnverkehrsunternehmen, die sich um den angebotenen Verkehrsvertrag bewerben, als Anbieter auf.
Beispiele für Monopsone (meistens beschränkte Monopsone) sind:
- häufig bei militärischen Produkten,
- Produkte für Inhaber von Angebotsmonopolen,
- Produkte und Dienstleistungen für Landes- und Bundesbehörden,
- Nischenprodukte im Bereich der Raumfahrtindustrie (z. B. europäisches Raumfahrtprogramm),
- Absatzmärkte für landwirtschaftliche Rohwaren (z. B. nur eine Molkerei erfasst Milch in einer bestimmten Region)

## Monopsonie und Arbeitsmarkt
Die Folge von monopsonistischer Macht am Arbeitsmarkt ist, dass Löhne unterhalb des sich andernfalls am Markt einstellenden Gleichgewichtspreises durchgesetzt werden, wodurch es zu einem Wohlfahrtsverlust kommt. Erklärungskraft entfaltet die ansonsten in der Volkswirtschaftslehre nur eine sehr untergeordnete Rolle spielende monopsonistische Theorie beispielsweise für die in einigen Ländern empirisch festgestellten Wirkungen von Mindestlöhnen, die mit dem üblichen neoklassischen Modell des Arbeitsmarktes nur unzureichend erfasst werden können. Dort hatte der Abbau von Arbeitsplätzen nach der Einführung von Mindestlöhnen nicht im erwarteten Umfang stattgefunden. Das wird damit erklärt, dass durch das Monopson der Lohn deutlich unter der Produktivität lag und daher der Großteil der Arbeitskräfte trotz der erzwungenen Lohnerhöhung weiter rentabel beschäftigt werden kann.
Gründe für die Ausbildung einer monopsonistischen Situation sind Friktionen auf dem Arbeitsmarkt. Sie entstehen (u. a.) durch:
- Ignoranz
- Mobilitätskosten
- Heterogene Präferenzen

Im neoklassischen Modell würde eine Lohnsenkung von nur einem Cent bedeuten, dass die Arbeitnehmer ihren Job auf der Stelle kündigen und einer Tätigkeit nachgehen, die wie die alte bezahlt wird. Dies geschieht in der Realität jedoch nicht. Denn zum einen informieren sich Angestellte nicht beständig über das aktuelle Lohnniveau, auch sind die Daten in der Regel nicht leicht zu beschaffen. Ist die neue Arbeitsstelle außerdem weiter entfernt, steigen die Kosten für die Anreise, so dass ein Arbeitsplatzwechsel nicht rational ist. 
Heterogene Präferenzen sorgen dafür, dass nicht jeder vakante Arbeitsplatz im gleichen Maße nachgefragt wird, etwa weil die neue Arbeit als unangenehmer gilt. 
Eine andere Möglichkeit für die Entstehung von Arbeitgebermarktmacht liefert die Suchtheorie. Sie geht davon aus, dass der Matching-Prozess, also die Besetzung der freien Stelle, viel Zeit benötigt. Da Arbeitnehmer nicht sofort einen neuen Job finden, nehmen sie auch einen Lohn hin, der unterhalb dessen liegt, was das neoklassische Modell annehmen würde.